# محمد رضا دميري غانجي
محمد رضا دوميري غانجي (بالفارسية: محمد رضا دومیری گنجی) ، من مواليد نوفمبر 1990 في طهران)؛ هو مصور معماري وبانورامي وسياحي إيراني .   يعيش في مدينة بابول الشمالية ويدرس الفيزياء في جامعة مازاندران .

## الحياة والعمل

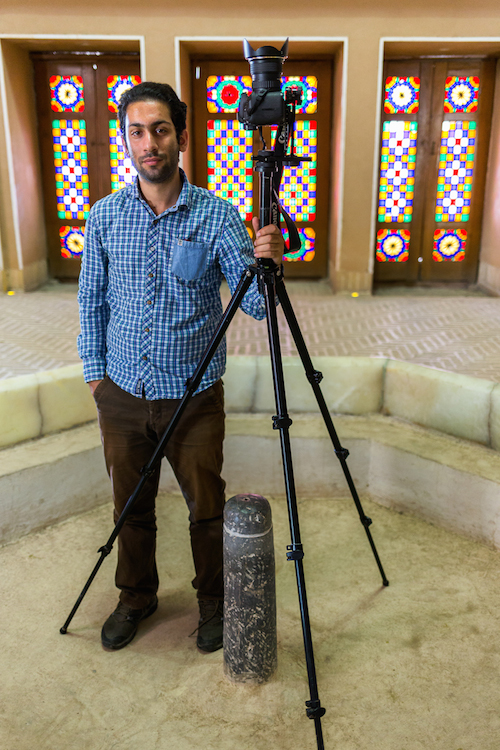
محمد رضا دميري غانجي مع الكاميرا والحامل ثلاثي القوائم

يصنف غانجي اهتماماته حسب ما وضعه على موقعه على الإنترنت؛ أنها تحمل طابعا هندسيا معماريا، بانوراميا، وثائقيا، طبيعيا وتصوريا، لكنه نال شهرة أكثر بصوره التي التقطها للمباني الفارسية ذات الطابع الإسلامي. 
ظهرت مجموعة صوره «الآثار والمعابد الفارسية التاريخية» ، على سي إن إن  بي بي سي ،  ديلي ميل ،  ياهو ،  إيه بي سي ،  شبيغل ،  إيل بوست ،  MSN ،  Politiken ،  Blic  و N24. كما تم ظهر عمله في ناشنال جيو،  ترندز،  حضارة ،  منتال فلوس ،  كويست، و شاهد .

## جوائز
- قائمة مختصرة في القسم البانورامي لجوائز التصوير العالمية من سوني لعام 2014. [19]
- أفضل صورة شاملة لـ HDR ، جوائز إبسون بانو 2014. [20]
- المركز الرابع في قسم البيئة المبنية، جوائز إبسون بانو 2014.
- المركز الثالث في جوائز Kolor Panobook لعام 2014. [21]
- الميدالية البرونزية، جوائز الخيام الدولية للتصوير. [22]
- قائمة مختصرة في قسم بانورامي لجوائز التصوير العالمية سوني 2015. [23]

## المعارض
- رحلة عبر العمارة الإيرانية، البرلمان الأوروبي، مقر البرلمان الأوروبي في ستراسبورغ، فرنسا ، أكتوبر 2017 [24]
- العمارة الفارسية / الإسلامية، متحف كلايارك جيمهاي، جيمهاي ، كوريا الجنوبية ، أغسطس - ديسمبر 2016 [25]
- شويرت ، ألمانيا ، يونيو 2015 [26]
- مهرجان الشارقة للفن الإسلامي، الإمارات العربية المتحدة ، ديسمبر 2014 [27]